# 陳藎 (崇禎甲戌進士)
陳藎（？年—？），字王臣，號中一，河南洛阳县人。明朝政治人物。

## 生平
崇祯六年（1633年）癸酉科河南乡试舉人，七年（1634年）联捷甲戌科進士。户部观政，本年六月授官山东莱阳县知县，九年被論去職。崇祯十七年（1644年）明亡降顺，授扬武防御使。

## 家族
曾祖陈垠，儒士；祖陈铨，平定知州；父陈思淑，生员。